# 打ち上げ花火 (伊藤かな恵の曲)
「打ち上げ花火」（うちあげはなび）は、伊藤かな恵の楽曲。吉田詩織が作詞、増谷賢が作曲を手掛けた。伊藤の10枚目のシングルとして2014年7月9日にLantisから発売された。

## 背景
本曲は、伊藤のアーティストデビュー5周年プロジェクトの第3弾シングルとして制作された。
本作のコンセプトは「三角形」で、制作に際して伊藤は少女漫画のドキドキ感を楽曲に反映させることを提案したという。そのため歌詞に男女のデート風景を描写したり両想いを思わせる曲調に仕上げたという。ちなみにレコーディング時は互いの心情の変化を意識して行ったことを明かしており、伊藤によれば普段から仲の良いグループの中の2人が互いを意識する内容であるという。
YouTubeで公開されている連続ドラマ『5枚でつながる5周年劇場』の第3話「突撃！お兄ちゃんの部屋」は、伊藤自身が兄の部屋に突撃してシルクハットから鳥の人形を取り出したりトランプをする内容になっている。

## シングルリリース
2014年7月9日にLantisから発売された。伊藤のシングルとしては前作「ルーペ」から約2か月ぶりのリリースとなる。ジャケットは打ち上げ花火を想いを寄せる相手に見立てた内容になっている。
2曲目「ドレミファソラシドのうた」は、迷った人へのエールが込められたゆったりした曲。作詞作業中デモテープを聴いた際「ドレミファソラシド」以外思い付かなかったためAメロやBメロのフレーズはサビのフレーズが完成した後行ったという。

## シングル収録内容
| 全作曲・編曲: 増谷賢。 |                                           |            |            |      |
| #                      | タイトル                                  | 作詞       | 作曲・編曲 | 時間 |
| 1.                     | 「打ち上げ花火」                          | 吉田詩織   | 増谷賢     | 4:38 |
| 2.                     | 「ドレミファソラシドのうた」              | 伊藤かな恵 | 増谷賢     | 4:14 |
| 3.                     | 「打ち上げ花火（Off Vocal）」             |            | 増谷賢     | 4:38 |
| 4.                     | 「ドレミファソラシドのうた（Off Vocal）」 |            | 増谷賢     | 4:14 |
| 合計時間:              | 合計時間:                                 | 合計時間:  | 17:45      |      |

## チャート
| チャート（2014年）                                 | 最高位 |
| -------------------------------------------------- | ------ |
| オリコン                                           | 29     |
| Billboard JAPAN Hot Singles Sales                  | 25     |
| Billboard JAPAN Top Independent Albums and Singles | 13     |